# Flávio Leandro
Francisco Flávio Leandro Furtado (Bodocó, 25 de outubro de 1969) é um cantor e compositor brasileiro.
Filho primogênito de Teté e Izinha, Flávio já prestou serviços no Banco do Brasil e no IBGE.

## Carreira
Começou a compor desde cedo, aos 13 anos, com fortes influências dos amigos. Participou no primeiro festival em 1985, o "Sementes da Terra", com o qual se apresentou cantando canções de sua autoria. Integrou-se como vocalista na Banda Raio Laser, em 1992. Mas seu primeiro CD Travessuras, foi lançado em 1997. Lançou em 2000 o CD Brasilidade, que mescla forrós pé-de-serra. E no ano seguinte, lançou mais um disco, dessa vez de forma acústica e posteriormente o CD Forró Iluminado. Emplacou várias músicas de diversos artistas como, Elba Ramalho, Alcymar Monteiro,  Flávio José, Jorge de Altinho, entre outros.

## Contatos externos
- «Flávio Leandro conta o real motivo que o levou a deixar os palcos». Curaçá Oficial. 4 de agosto de 2022